# Медиана (статистика)
Вижте пояснителната страница за други значения на Медиана.
Медианата (Ме) в математическата статистика е неалгебрична, позиционна средна величина, която приема онази числова стойност от значенията на признака, която притежава единицата, намираща се в средата на предварително ранжиран статистически ред. Медианата разполовява статистическия ред, респективно съвкупността, поради което още се нарича централна средна величина.
Медианата още се дефинира като втори квартил.
При негрупирани данни и при дискретни разпределения, ако броят на случаите {\displaystyle N} в реда е нечетно число, т.е. {\displaystyle N=2n+1}, то медианата е равна на {\displaystyle (n+1)}-вото значение; ако броят на случаите в реда е четно число, то медианата ще бъде полусума от значенията на двата централни елемента в реда.
При групирани данни, представени в интервални редове, изчисляването на медиана става чрез използването на специфична формула:
{\displaystyle Me=L_{Me}+\left({\frac {N+1}{2}}-C_{Me-1}\right).{\frac {h}{f_{Me}}}},
където:
{\displaystyle N} – брой на наблюдаваните случаи;
{\displaystyle L_{Me}} – начало на медианния интервал;
{\displaystyle C_{Me-1}} – кумулативна честота в предмедианната група;
{\displaystyle h} – ширина на медианния интервал;
{\displaystyle f_{Me}}- абсолютна честота в мединанната група.